# Distretto di Tamalous
Il distretto di Tamalous è un distretto della Provincia di Skikda, in Algeria.

## Comuni
Il distretto di Tamalous comprende 3 comuni:
- Bin El Ouiden
- Kerkera
- Tamalous